# Bufo gargarizans
Pour les articles homonymes, voir Bufo maculiventris.
Espèce
Statut de conservation UICN

 LC  : Préoccupation mineure
Bufo gargarizans est une espèce d'amphibiens de la famille des Bufonidae. Elle est originaire d'Asie de l'Est.

## Description

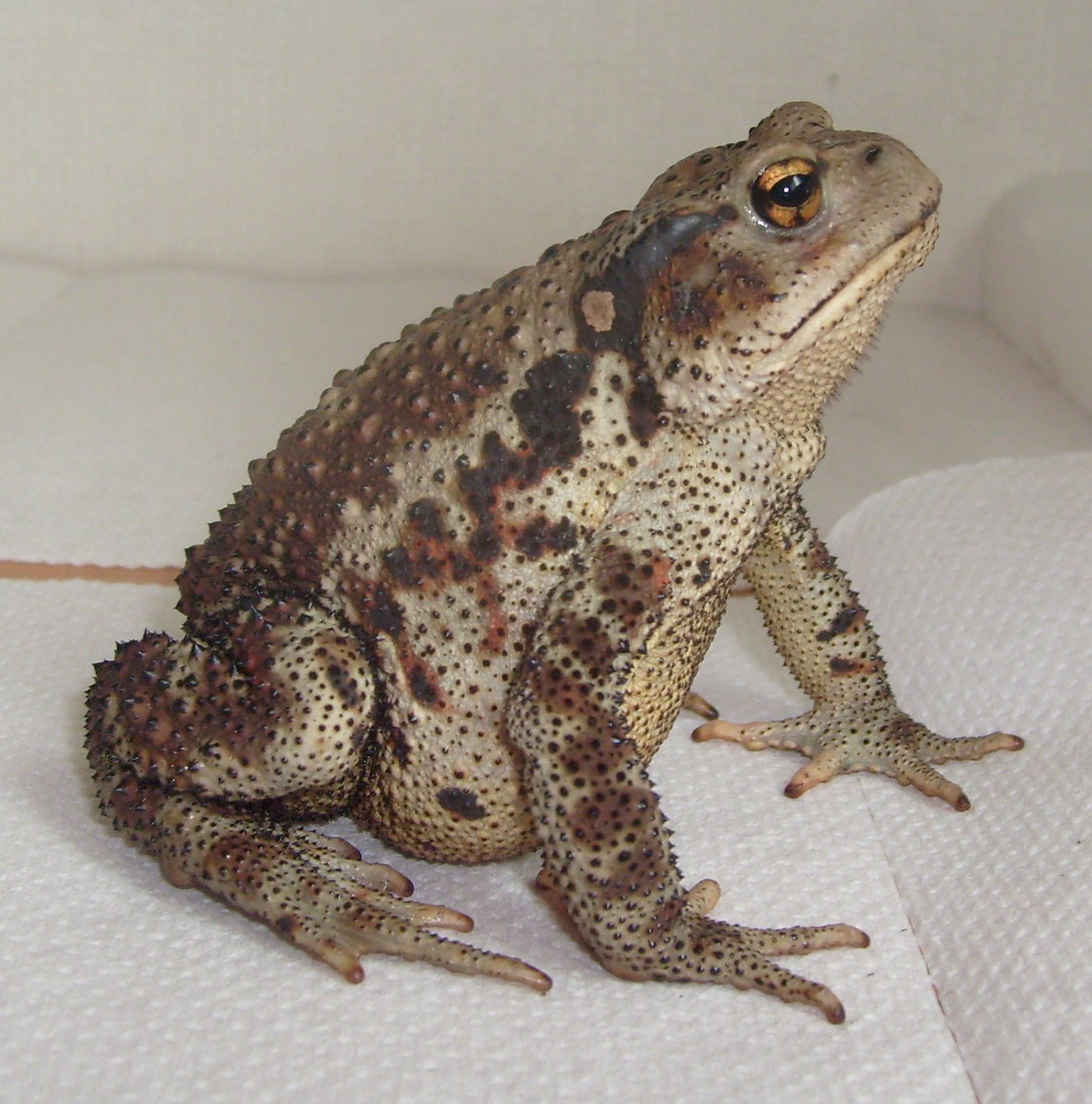
Bufo gargarizans

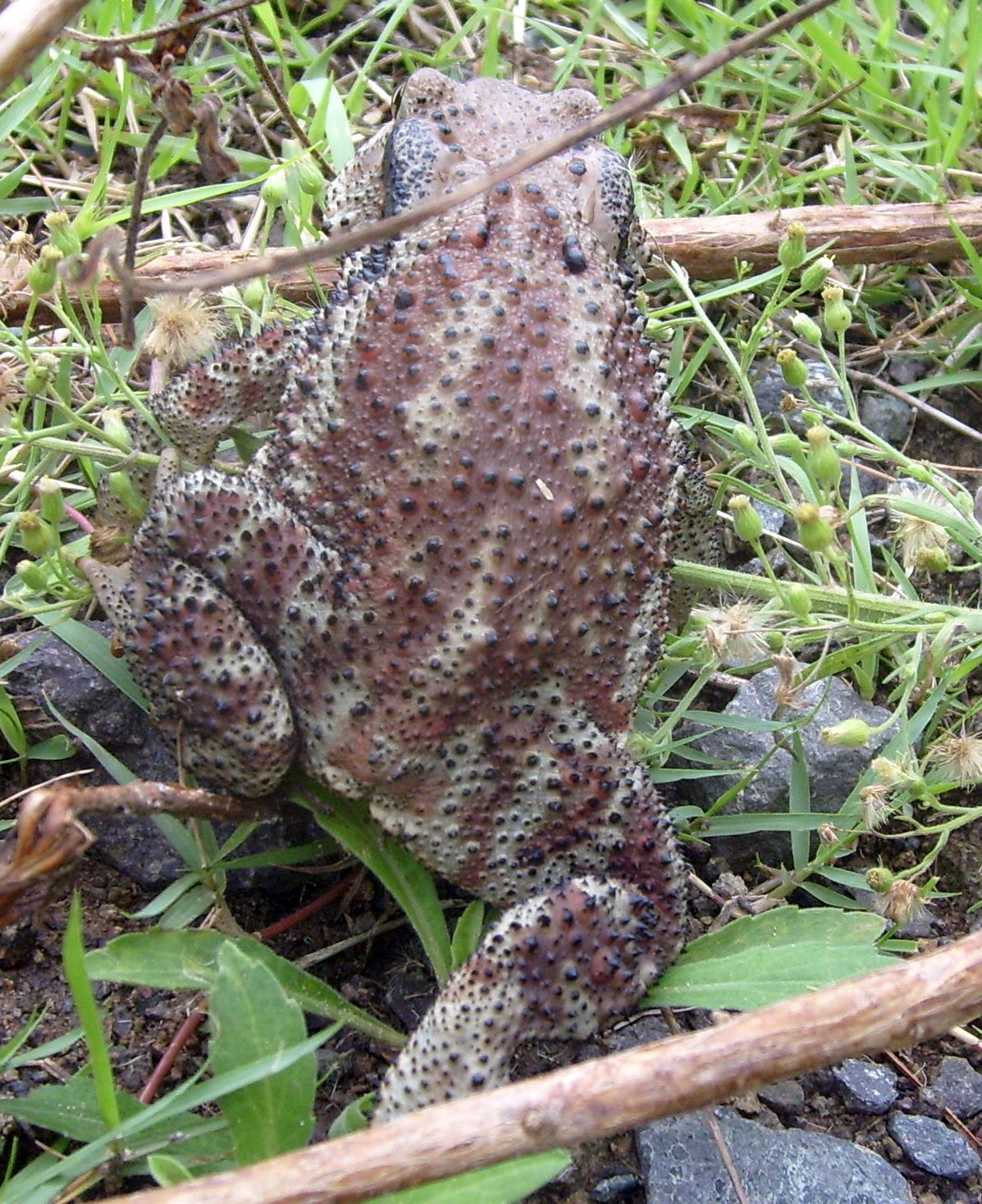
Bufo gargarizans

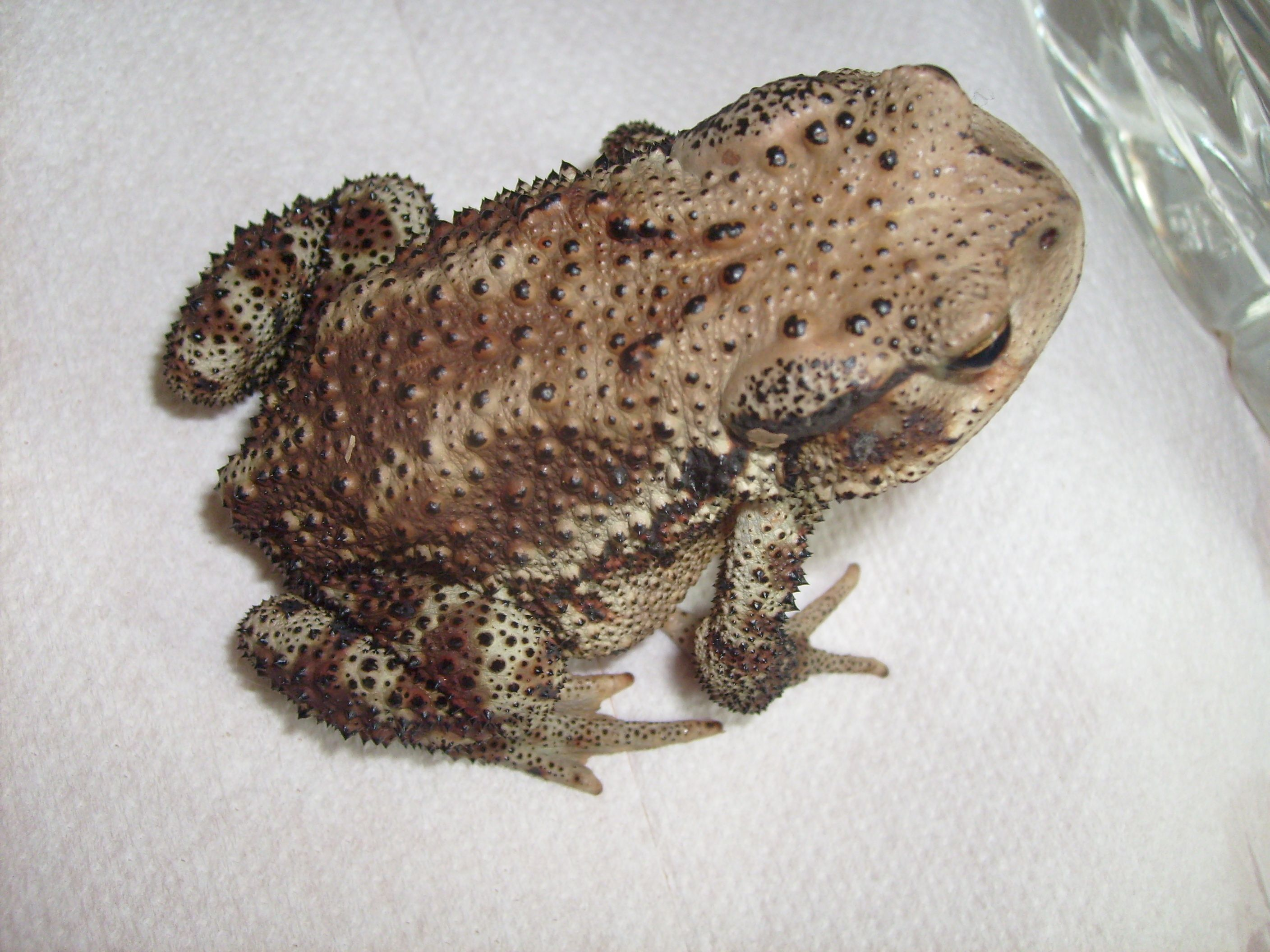
Bufo gargarizans

Bufo gargarizans est un anoure mesurant de 56 à 102 mm de long du bout du museau au cloaque. Les femelles sont plus grosses que les mâles.
Il ressemble énormément au Crapaud commun, Bufo bufo et en a d'ailleurs été longtemps classé comme la sous-espèce Bufo bufo gargarizans. Il diffère du Crapaud commun par les pustules qu'il porte sur la peau du dos qui se terminent en pointe et par la présence d'une bande noire partant derrière la glande parotoïde et s'étendant le long du corps.
Sur le dos, sa peau porte de grosses pustules. Elle est de couleur gris sombre, olive foncé ou brunâtre. La face ventrale est grisâtre, jaunâtre.

## Répartition
Cette espèce se rencontre entre 20 et 800 m d'altitude, :
- dans l'est de la Chine : au Fujian, au Hunan, au Jiangxi, au Zhejiang, au Jiangsu, au Anhui, au Hubei, au Guizhou, au Sichuan, au Qinghai, au Tibet, au Gansu, en Mongolie Intérieure, au Shaanxi, au Shanxi, au Henan, au Shandong, au Hebei, au Liaoning, au Jilin et au Heilongjiang ;
- en Corée du Nord ;
- en Corée du Sud ;
- dans l'Est de Russie, dans le bassin de l'Amour et sur l'île de Sakhaline.

Elle a été introduite aux îles Ryūkyū au Japon.

## Usage en médecine traditionnelle chinoise
La médecine traditionnelle chinoise (MTC) utilise depuis des siècles, une préparation à base de sécrétions de peau de crapauds géants, comportant le Bufo gargarizans Cantor et Bufo melanostictus Schneider, pour traiter le mal de gorge, les inflammations, les douleurs, les accidents cardiaques, les problèmes de peau et le cancer. Cette préparation faite à partir du venin séché de Bufonidae, est connue sous le nom de chansu, 蟾酥, "Bufonis Venenum".
Le chansu est une matière médicale première entrant dans de nombreuses formules compliquées de la médecine traditionnelle chinoise comme les pilules Liushen, Shexiang Baoxin. Les composants bioactifs sont des bufadiénolides (hexadiènolactone (pyran-2-one) en C17).
Ce sont des stéroïdes classés comme cardiotoniques (stimulateurs cardiaques). La bufaline est un des bufadiénolides les plus importants dont les activités pharmacologiques antitumorales, apoptiques ont été établies. Autres composants : la bufotaline (un cardiotonique, antihémorragique, ocytocique et cortico-surrénalotonique), bufoténine (alcaloïde indolique, dérivé de la sérotonine, aux propriétés hallucinogènes), bufonine, arénobufagine, resibufogénine.
Des cas d'intoxication par le venin de Bufo bufo gargarizans dont deux fatals, ont été rapportés à Taïwan.

## Liste des synonymes
- Bufo bufo gargarizans Cantor, 1842
- Bufo griseus Hallowell, 1861 "1860"
- Bufo maculiventris Fitzinger, 1861  "1860"
- Bufo sinicus Fitzinger, 1861 "1860"
- Bufo vulgaris var. asiatica Steindachner, 1867
- Bufo vulgaris var. sachalinensis Nikolskii, 1906 "1905"
- Bufo andrewsi Schmidt, 1925
- Bufo tibetanus Zarevskij, 1926 "1925"
- Bufo minshanicus Stejneger, 1926
- Bufo bufo miyakonis Okada, 1931
- Bufo vulgaris var. chinensis Pavlov, 1933
- Bufo bufo wrighti Schmidt & Liu, 1940
- Bufo gargarizans popei Matsui, 1986
- Bufo wolongensis Herrmann & Kühnel, 1997
- Bufo kabischi Herrmann & Kühnel, 1997

## Publication originale
- Cantor, 1842 : General Features of Chusan, with remarks on the Flora and Fauna of that Island. Annals and magazine of natural history, ser. 1, vol. 9, p. 481-493 (texte intégral).